# Carex malyschevii
Carex malyschevii là một loài thực vật có hoa trong họ Cói. Loài này được T.V.Egorova mô tả khoa học đầu tiên năm 1968.